# Cleyera cuspidata
Cleyera cuspidata är en tvåhjärtbladig växtart som beskrevs av Chang och S.H. Shi. Cleyera cuspidata ingår i släktet Cleyera, och familjen Pentaphylacaceae. Inga underarter finns listade i Catalogue of Life.